# Иродов, Игорь Евгеньевич
Игорь Евгеньевич Иродов (16 ноября 1923 — 22 октября 2002) — советский и российский физик, кандидат физико-математических наук, профессор.

## Биография
В 1931 семья Иродовых переехала в столицу, где за 4 дня до начала Великой Отечественной войны, 18 июня 1941, с отличием закончил среднюю школу № 147 Ленинградского района Москвы. 16 октября 1941 призван, встретил окончание войны в Праге, и 23 ноября 1945 демобилизован из рядов Красной армии по состоянию здоровья. В феврале 1946 поступил на инженерно-физический факультет Московского механического института, который окончил в ноябре 1950, получив специальность «инженер-физик по проектированию и эксплуатации физических приборов и установок».
С марта 1951 аспирант, с 22 марта ассистент, 7 мая 1956 защитил кандидатскую диссертацию по теме «Исследование фокусирующих и диспергирующих свойств некоторых вариантов магнитных полей». С октября 1957 старший преподаватель, с июня 1958 доцент, с 29 марта 1976 профессор кафедры общей физики, на которой работал до конца жизни.

## Публикации
Является автором полного курса общей физики в 5 томах.
- Взоров Н. Н., Замша О. И., Иродов И. Е., Савельев И. В. Сборник задач по общей физике. М.: Наука, 1968. 208 с.
- Замша О. И., Иродов И. Е., Савельев И. В. Сборник задач по общей физике. М.: Наука, 1972. 266 с.
- Замша О. И., Иродов И. Е., Савельев И. В. Сборник задач по общей физике. М.: Наука, 1975. 319 с.
- Иродов И. Е. Сборник задач по общей физике. М.: Наука. 1979. Наука, 1979. 367 с.[2]
- Иродов И. Е. Основные законы механики. М.: Высшая школа, 1975.
- Иродов И. Е. Основные законы электромагнетизма. М.: Высшая школа, 1983.
- Иродов И. Е. Волновые процессы. Основные законы. М.: Высшая школа, 19??.
- Иродов И. Е. Квантовая физика. Основные законы. Издательство «Лаборатория знаний», 2021. ISBN 978-5-00101-204-7.
- Иродов И. Е. Физика макросистем. Основные законы. 2004. ISBN 978-5-00101-204-7.
- Иродов И. Е. Задачи по квантовой физике. М.: Высшая школа, 1991.